# Le Cœur de corbeau
Le Cœur de corbeau (titre original : Ravenheart) est un roman de fantasy écrit par l'auteur britannique David Gemmel, paru en 2001 en anglais et en 2006 en français. Ce roman est le troisième volume du Cycle Rigante et fait suite au roman Le Faucon de minuit.

## Résumé
Huit cents ans ont passé depuis que le roi Connavar du peuple des Rigantes et son fils bâtard, Bane, ont vaincu l'armée de la cité de Roc dirigée par Jassary. À présent, les Rigantes ont perdu leur liberté et leur culture, face à l'envahisseur varlishe, pour lesquelles tant des leurs avaient sacrifié leur vie. Ils vivent dans la crainte, en peuple conquis.
Kaelin Ring est un jeune homme Rigante comme les autres. Il est fier de l'histoire qu'il connaît des Rigantes, il va à l'école et aime sans conteste sa tante Maev Ring qui l'a élevé et Jaim Grimauch qui lui a servi d'oncle.
Une personne comme une autre, sauf que son père faisait partie des meneurs Rigantes contre l'envahisseur varlishe, et il est mort par la trahison du Moïdart, l'homme qui dirige aujourd'hui la région. Son père trahi, sa mère assassiné, il a sans conteste de bonnes raisons de haïr les varlishes.
À l'école, il voit bien que l'histoire qu'on leur apprend n'est qu'une version partielle et subjective que l'on veut bien leur apprendre.
Les compétitions de sports annuelles sont truquées, et quand quelqu'un se dresse contre ces tricheries, il est discrédité ou assassiné.
Il est attiré par une jeune femme nommée Chara, à moitié Varlishe et à moitié Rigante, mais celle-ci est violée et assassinée par un soldat Varlishe et un autre jeune homme de l'âge de Kaelin.
Kaelin se fait alors la promesse de la venger : il les rattrape et les tue sans pitié, inscrivant le mot "JUSTICE" au couteau sur leur front. Cette vengeance par le sang le force à s'éloigner d'un endroit où désormais il ne fait plus bon vivre pour lui et il va donc se faire oublier dans une petite ferme appartenant à sa tante Maev, loin au nord.
Là bas, les choses sont différentes : la culture et la tradition Rigante sont préservés grâce au clan des Rigantes Noirs qui luttent férocement et avec succès contre leurs ennemis de toujours. Kaelin apprend alors ce qu'est véritablement la liberté au milieu des gens de son peuple, malgré un premier contact passablement difficile. En effet, après avoir dévisagé la jeune et séduisante fille du chef Rigante, une autre Chara, Kaelin doit se battre contre eux, y compris contre le frère de Chara, Bael Jace. Après un duel à l'épée sans merci où tous les deux se blessent sérieusement, ils font enfin la paix et Kaelin a conquis le respect des Rigantes Noirs.
Il tombe amoureux de Chara, et réciproquement, et malgré leur caractère têtu et colérique, ils finissent par se déclarer leur flamme. Sur les conseils de l'Étrange, une femme aux puissants pouvoirs, ils décident d'attendre deux ans avant de se marier, pour apprendre à se connaître mieux et être sûr que leur union durera toute leur vie.
Un an et demi passe, et Kaelin continue de gérer le domaine de sa tante, attendant impatiemment la fin de l'année, mais la situation vire au drame le jour où le colonel varlishe en poste dans le Nord est assassiné par l'un de ses subordonnés avide de faire ses preuves. Une fois colonel, Ranaud, qui a pris soin de faire croire à une embuscade des Rigantes, entreprend de passer à l'action. Une armée puissante est envoyée dans le Nord mettre fin aux troubles, et Ranaud tente aussitôt de vaincre les Rigantes. Seulement, les hommes de Call Jace sont bien à l'abri dans leurs montagnes imprenables, et Ranaud doit trouver un moyen de les faire sortir.
À l'aide d'un traître, il capture Chara, la fille de Call Jace. Elle est emmenée dans un fort Varlishe et violentée. Quand Call apprend la nouvelle, il est sur le point de tenter une sortie suicide pour aller la chercher. Finalement, c'est Kaelin, pas moins furieux que lui qui entreprend de la sauver.
Avec un camarade Rigante, Kaelin réalise l'impossible : il tue les sentinelles à la porte, s'infiltre dans la forteresse, tue les geôliers et délivre une Chara en triste état. Le voyage du retour est difficile, car Ranaud surveille toutes les routes, mais finalement Kaelin et Chara parviennent à escalader les montagnes et à atteindre les terres Rigantes. En chemin, Chara - qui pour des raisons évidentes ne supporte plus le contact avec un homme, même Kaelin - croise la route d'un de ses tourmenteurs et le tue lentement d'un coup de pistolet.
Cependant, les Rigantes sont inquiets : leurs ennemis sont bien plus nombreux et mieux armés, ils tiennent les deux seuls passages pour sortir des montagnes, et d'autres vont arriver bientôt. Kaelin propose un plan qui est accepté. Avec trois cents hommes, ils entament une laborieuse escalade dans le noir, qui est mortel à plusieurs d'entre eux. À l'aube, ils prennent les mousquetaires à revers et les taillent en pièces au corps à corps en s'emparant de plusieurs canons. Ranaud est tué par Kaelin, lui-même gravement blessé. Ayant perdu la volonté de vivre, il s'abandonne aux ténèbres. L'Étrange vient lui parler en songe et le persuade de revenir, et de retrouver Chara qui pleure à son chevet à cet instant. Il reprend conscience pour voir Chara lui tenant la main, et ils disposent enfin de quelques années pour vivre heureux.
Pendant ce temps Maev Ring essaie tant bien que mal de faire cesser les injustices dans le sud dont elle est la première victime, accusée de sorcellerie et de pratiques démoniaques parce que son succès dans les affaires fait beaucoup de jaloux. Elle passe en jugement et est condamnée au bûcher, pourtant même la majorité des Varlishes sont convaincus de son innocence. Le jour dit, elle est ligotée et enduite d'huile, mais Jaim Grimauch survient et la libère après avoir terrassé une quinzaine d'hommes de son bâton de combat et de sa lourde épée. Alors qu'il la tient dans ses bras il est abattu par des mousquetaires et meurt en lui avouant qu'il l'aime, tandis que Maev Ring prend conscience qu'elle aussi l'aimait.
Après ces évènements, une minime amélioration entre Rigantes et Varlishes voit le jour, même si le Moïdart continue de haïr tout le monde. Le Nord est laissé tranquille car une guerre civile vient d'éclater dans l'Empire qui à d'autres chats à fouetter. Gaise Macon, le fils du Moïdart s'engage dans l'armée.
La mort de Grimauch à rappelé à tous ce que c'était d'être Rigante, et la magie de la terre s'est réveillée.

## Personnages
Kaelin
Kaelin est le personnage principal du livre. Son nom d'âme est Cœur de Corbeau. Il est le fils de Lannovar et de Gian. Son père a été assassiné par le Moïdart, et sa mère est morte lorsqu'il est né.
Grymauch
Il était le meilleur ami de Lannovar. Il est comme un père pour Kaelin. Il est mort en sauvant Maev Ring.
Lannovar
Il était le père de Kaelin. Il a été assassiné pas le Moïdart en essayant de rétablir la paix entre les Varlishes et les Rigantes.
Maev Ring
Elle est la sœur de Lannovar. Elle a élevé Kaelin après la mort de ses parents.
Gian
Elle était l'épouse de Lannovar et la mère de Kaelin.